# يوهان كريستوف وولف
يوهان كريستوف وولف (بالألمانية: Johann Christoph Wolf)‏ هو عالم عقيدة ألماني، ولد في 21 فبراير 1683 في فيرنيغيروده في ألمانيا، وتوفي في 25 يوليو 1739 في هامبورغ في ألمانيا.